# Bonna
Bonna era il nome dell'antica fortezza legionaria della provincia romana della Germania inferiore, che corrisponde all'odierna città tedesca di Bonn. Era posizionata di fronte alle tribù germaniche di Tencteri, Usipeti e Sigambri (poco più a nord), e comunque nelle vicinanze della temibile tribù dei Catti.

## Storia

### Da Augusto a Vespasiano
Con la fine dell'11 a.C., Druso maggiore, fratello del futuro imperatore Tiberio, decise di posizionare presso la località di Bonna un primo accampamento di truppe ausiliarie. Egli infatti, l'anno successivo (10 a.C.) operò ancora più a sud, dalla fortezza legionaria di Mogontiacum (l'odierna Magonza) prima contro i Mattiaci e poi contro i Catti, devastando le loro terre, costruendovi alcune fortezze, tra cui quella di Rödgen, ed infine un ponte proprio a Bonna e ponendovi a sua difesa anche una flotta per quel tratto di fiume Reno (Classis Germanica).
In seguito alla sconfitta subita da Publio Quintilio Varo nel 9 nella foresta di Teutoburgo, Augusto decise il ritiro definitivo della truppe dall'appena costituita provincia di Germania. Ma fu solo con la fine delle campagne militari di Germanico del 14-16 che a Bonna venne costruita una nuova fortezza (che misurava 520x516 metri, pari a 26,83 ha), dove fu insediata una Legione (la Legio I Germanica).
Al termine di queste operazioni Tiberio creava due nuove "aree militarizzate" ad ovest del fiume Reno, divenute settant'anni più tardi le nuove province della Germania inferiore e della superiore.
Con la morte dell'imperatore Nerone fu coinvolta nella Rivolta batava degli anni 69 e 70, al termine della quale la legio I Germanica fu sciolta. Ciò che restava di questa legione fu fuso nella legio VII Gemina.

### Da Domiziano a Diocleziano

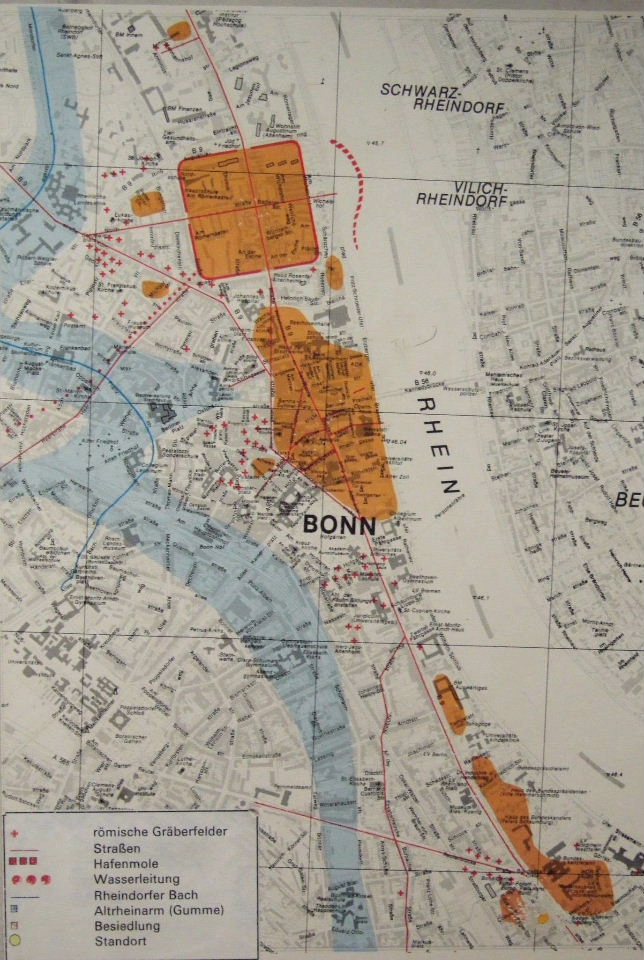
Mappa ricostruttiva dell'antico castrum romano di Bonna.

Con il nuovo imperatore Vespasiano la Legio I Germanica fu sostituita (attorno al 70) dalla legio XXI Rapax, che partendo un decennio più tardi per le campagne in Germania contro le popolazioni dei Catti (83 circa), lasciò libera la sua posizione alla legio I Minervia (legione appena formata), che qui rimase almeno fino alla metà del IV secolo, quando nel 353 fu distrutta dai Franchi.
A partire dall'84/87 Bonna entrò a far parte della nuova provincia della Germania inferiore, che comprendeva tra i suoi insediamenti principali anche Castra Vetera (Xanten), Trajectum ad Rhenum (Utrecht), e Colonia Agrippinensis (Colonia, la capitale della provincia), arrivando a contare fino a ventisette tra forti e fortini ausiliari, le tre fortezze legionarie, al tempo di Vespasiano, lungo il limes che dalla foce del Reno conduceva al forte di Remagen.
Bonna tornò a risultare determinante per la difesa del settore del limes renano a partire dal III secolo, quando a lei toccò il compito, insieme alla legione posizionata a Castra Vetera, di difendere i confini imperiali dalle invasioni prima degli Alemanni, poi di Franchi e Burgundi.

### Il IV e V secolo
Nel 342 la federazione dei Franchi fu protagonista di un'incursione in territorio gallico, condotta a partire dalla loro area d'insediamento presso il Reno. Furono respinti da Costanzo Cloro. Un decennio più tardi, nel 355-358 Giuliano trovò ancora le rotte del Reno sotto il controllo dei Franchi ed ancora una volta li pacificò. Roma garantì ai Franchi una fetta considerevole della Gallia Belgica, anche se non sembra i territori circostanti al castra di Bonna, che al contrario fu ricostruito nel 359 dal cesare Giuliano.
Da questo momento in poi i Franchi erano diventati foederati dell'Impero Romano. I Franchi divennero, quindi, il primo popolo germanico a stabilirsi permanentemente all'interno del territorio romano, incaricati di difendere la frontiera del Reno contro Alani, Suebi e Vandali.

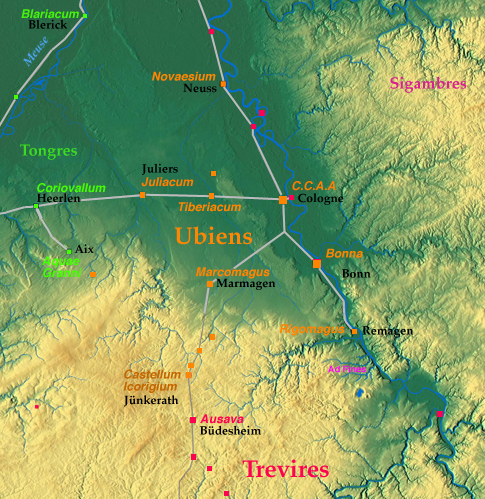
Il territorio ed il limes romano attorno alla città di Bonna.

### Fonti primarie
- Cassio Dione Cocceiano, Storia romana, LIV.
- Publio Cornelio Tacito, Historiae, IV.

### Fonti secondarie
- Maureen Carroll, Romans, Celts & Germans: the german provinces of Rome, Gloucestershire & Charleston 2001.
- Parker, Roman Legions, New York 1993.
- C.M.Wells, The German Policy of Augustus, in Journal of Roman studies 62, Londra 1972.

### Personaggi
- Augusto e l'occupazione romana della Germania sotto Augusto
- Tiberio
- Germanico Giulio Cesare e le sue campagne militari

### Località geografiche
- Germania inferiore
- Lista di fortezze legionarie romane
- Limes romano
- Limes germanico-retico
- Bonn